# 9886 Aoyagi
9886 Aoyagi (1994 VM7) là một tiểu hành tinh vành đai chính được phát hiện ngày 8 tháng 11 năm 1994 bởi S. Otomo ở Kiyosato.